# Władysław Węgorek
Władysław Józef Węgorek (ur. 16 lutego 1918 w Nowoczerkasku, zm. 16 lipca 2001 w Poznaniu) – polski profesor nauk rolniczo-leśnych w zakresie entomologii i ochrony roślin, nauczyciel akademicki, rektor Wyższej Szkoły Rolniczej w Poznaniu, dyrektor Instytutu Ochrony Roślin

## Życiorys
Władysław Węgorek od wczesnego dzieciństwa mieszkał w Puławach, gdzie uczęszczał do Gimnazjum im. Adama Jerzego Czartoryskiego (1931-1937). Po maturze podjął studia na Wydziale Ogrodniczym Szkoły Głównej Gospodarstwa Wiejskiego. Należał do Legii Akademickiej. Studia przerwała wojna. W latach okupacji, pod pseudonimem „Baśkiewicz”, zaangażowany był w działalność konspiracyjną, służył w Armii Krajowej, od czerwca 1943 do lipca 1944 kierował komórką Biura Informacji i Propagandy przy obwodzie Puławy. Jednocześnie od 1940 pracował w Państwowym Instytucie Naukowym Gospodarstwa Wiejskiego w Puławach, gdzie pod kierunkiem Stanisława Minkiewicza i Jana Ruszkowskiego konkretyzował swoje przyszłe zainteresowania naukowe. Zaraz po wojnie powrócił na studia i w 1946 uzyskał dyplom ich ukończenia, pozostając jednocześnie asystentem w instytucie puławskim. Objął tam także kierownictwo Oddziału Ochrony Roślin. W 1948 na Uniwersytecie Marii Curie-Skłodowskiej w Lublinie obronił rozprawę doktorską na temat fauny pędraków chrabąszczy (Melolontha spp.), otrzymując stopień naukowy doktora nauk zoologicznych. Pracował na Wydziale Rolniczym UMCS, a także w Szkole Głównej Gospodarstwa Wiejskiego był kierownikiem Zakładu Entomologii Stosowanej.
W 1951 Państwowy Instytut Naukowy Gospodarstwa Wiejskiego został zlikwidowany, a w jego miejsce utworzono Instytut Ochrony Roślin z kilkoma ośrodkami na terenie całego kraju. Jeden z ośrodków umiejscowiono w Puławach i Węgorek objął jego kierownictwo, zarazem pełniąc funkcję kierownika Pracowni Badania Szkodników Roślin Przemysłowych. W 1952 przystąpił do organizowania oddziału poznańskiego, czyniąc to na tyle skutecznie, że w 1956 ustanowiono w Poznaniu siedzibę Instytutu i powierzono mu stanowisko dyrektora naczelnego. W związku z tym Władysław Węgorek zakończył pracę w SGGW (gdzie w 1954 powołany został na docenta) i przeniósł się na stałe do Poznania. Obowiązki dyrektora Instytutu Ochrony Roślin łączył z pracą naukowo-dydaktyczną w Wyższej Szkole Rolniczej (późniejsza Akademia Rolnicza, obecnie Uniwersytet Przyrodniczy), gdzie zorganizował i kierował Katedrą Entomologii. W 1959 mianowany profesorem nadzwyczajnym, w tym samym roku powierzono mu obowiązki rektora uczelni, które pełnił do 1965. W 1967 został profesorem zwyczajnym, a także członkiem korespondentem Polskiej Akademii Nauk. W 1976 przyjęty został w poczet członków rzeczywistych PAN. Pracę w Instytucie Ochrony Roślin zakończył w 1988 w związku z przejściem na emeryturę, jego następcą na stanowisku dyrektora został Stefan Pruszyński. Należał do „Solidarności”.
Był żonaty z Haliną z d. Awramienko, historykiem sztuki. Córka Maria Julia (ur. 1955) została również historykiem sztuki, a syn Paweł (ur. 1957) wybrał zawód ojca i podjął pracę w Instytucie Ochrony Roślin. 
Władysław Węgorek został pochowany na Cmentarzu Junikowo w Poznaniu w Alei Zasłużonych.

## Praca naukowa
Władysław Węgorek prowadził badania biologii i ekologii stonki, jako pierwszy zwrócił uwagę na rolę fotoperiodu w rozwoju szkodnika, określił jego rytm życiowy oraz fizjologiczne podstawy diapauzy. W wyniku badań wypracowane zostały nowe metody prognozowania pojawu stonki. Już po kilku latach pracy w Instytucie opublikował obszerną monografię stonki (1959), będącą ówcześnie najobszerniejszym i najnowocześniejszym opracowaniem dotyczącym tego gatunku na świecie. Prowadził ponadto m.in. badania faunistyczne nad chrabąszczami (Melolonthinae) i rolnicami (Agrotinae). Przeprowadził prace aklimatyzacyjne nad nowym w Polsce gatunkiem drapieżnego owada Perillus bioculatus. Zajmował się także zdolnością owadów do przenoszenia roślinnych chorób wirusowych; na tym polu znaczącym jego osiągnięciem było ustalenie, jaki czas żeru potrzebny jest do nabycia przez owada zdolności przenoszenia poszczególnych wirusów. Był pionierem krajowych badań nad odpornością roślin na szkodniki. Zajmował się także ekonomiką stosowania pestycydów w ochronie roślin oraz krążeniem pestycydów w środowisku naturalnym, w tym wpływem tych substancji na plon roślin, skażenie gleby, skażenie wody.
Pod kierunkiem profesora Węgorka powstały 94 prace dyplomowe oraz 35 prac doktorskich. W 1961 zainicjował coroczne Sesje Naukowe Instytutu Ochrony Roślin. Był redaktorem i członkiem kolegiów redakcyjnych periodyków naukowych: „Roczników Nauk Rolniczych” (seria E: ochrona roślin), „Prac Naukowych Instytutu Ochrony Roślin”, „Materiałów Sesji Naukowych Instytutu Ochrony Roślin”, „Zaleceń Instytutu Ochrony Roślin”, niemieckiego „Archiv für Phytopathologie und Pflanzeschutz”, francuskiego „Agronomie”.

## Wybrane publikacje[7][2][9]
Ogłosił około 600 publikacji – rozpraw i artykułów naukowych, podręczników, ekspertyz, recenzji.
- Researches on the factors conditioning the life rhythm of the Colorado beetle (Leptinotarsa Decemlineata Say). „Pol. Pismo Entomol”. 1948, 11(3-4), s. 208–212
- Obserwacje nad występowaniem, szkodliwością i zwalczaniem pchełek (Halticinae) na lnie sianym w różnych terminach. „Rocz. Nauk Roln.” 1952, A65, s. 171–193
- Ochrona roślin. PWRiL Warszawa 1953 i n. (wsp. J. Kochman)
- Preparaty heksachlorocykloheksanowe (HCH) w walce ze szkodnikami glebowymi. „Rocz. Nauk Roln.” 1954, A69, s. 613–624
- Poradnik ochrony roślin. PWRiL Warszawa 1957 i n. (wsp. J. Kochman)
- Encyklopedia ochrony roślin. PWRiL Warszawa 1957 i n.
- Fenologia a ochrona roślin. „Ekol. Polska” 1958, B4 (4), s. 261–268
- Badania polowe nad skutecznością działania preparatów Ekatin, Metasystox (i) oraz Metasystox 50% przeciwko mszycy burakowej (Aphis fabae Scop.). „Biuletyn IOR” 1963, 19, s. 57–76 (wsp. J. Narkiewicz-Jodko, W. Witkowski)
- Inwestigation on hibernation of Perillus bioculatus Fabr. tagged with 60Co. „Ekologia Polska”, 1965, A12, s. 451–462 (wsp. K. Glogowski, E. Czaplicki)
- Nauka o szkodnikach roślin. PWN Warszawa 1966 i n.
- Badania nad migracją mszyc w latach 1971–1973. „Biuletyn IOR” 1974, 57, s. 251–265 (wsp. B. Stacherska)
- Terminarz ochrony roślin rolniczych. PWRiL Warszawa 1977

## Udział w organizacji nauki
Profesor Władysław Węgorek jako wyróżniający się specjalista zwalczania stonki ziemniaczanej i pełnomocnik rządowy ds. zwalczania stonki został powołany na dyrektora Instytutu Ochrony Roślin. Zadanie to zdeterminowało prace organizacyjne i badawcze w Instytucie u progu jego działalności.
W Polskiej Akademii Nauk był członkiem Wydziału V – Nauk Rolniczych i Leśnych. W latach 1972–1980 pełnił funkcję wiceprzewodniczącego, a 1981–1989 przewodniczącego Oddziału Akademii w Poznaniu. Był także wieloletnim przewodniczącym Komitetu Ochrony Roślin PAN. W kadencji 1987-1989 zasiadał w Prezydium PAN. Uczestniczył w pracach Centralnej Komisji Kwalifikacyjnej, Komitetu Prognoz „Polska XXI wieku”, Rady Głównej przy Ministrze Szkolnictwa Wyższego, Rady ds. Nauki przy Prezydencie RP. Był członkiem Komitetu Wykonawczego Europejskiej Organizacji Ochrony Roślin (EPPO) z siedzibą w Paryżu, a także redakcji „Biuletynu EPPO”. Wszechzwiązkowe Towarzystwo Entomologiczne ZSRR obdarzyło go godnością członka honorowego. Analogiczny tytuł nadało mu Polskie Towarzystwo Entomologiczne, w którym przewodniczył Oddziałowi Poznańskiemu. Był ponadto członkiem m.in. Poznańskiego Towarzystwa Entomologicznego, Polskiego Towarzystwa Zoologicznego, Polskiego Towarzystwa Fitopatologicznego, Poznańskiego Towarzystwa Przyjaciół Nauk.

## Zainteresowania

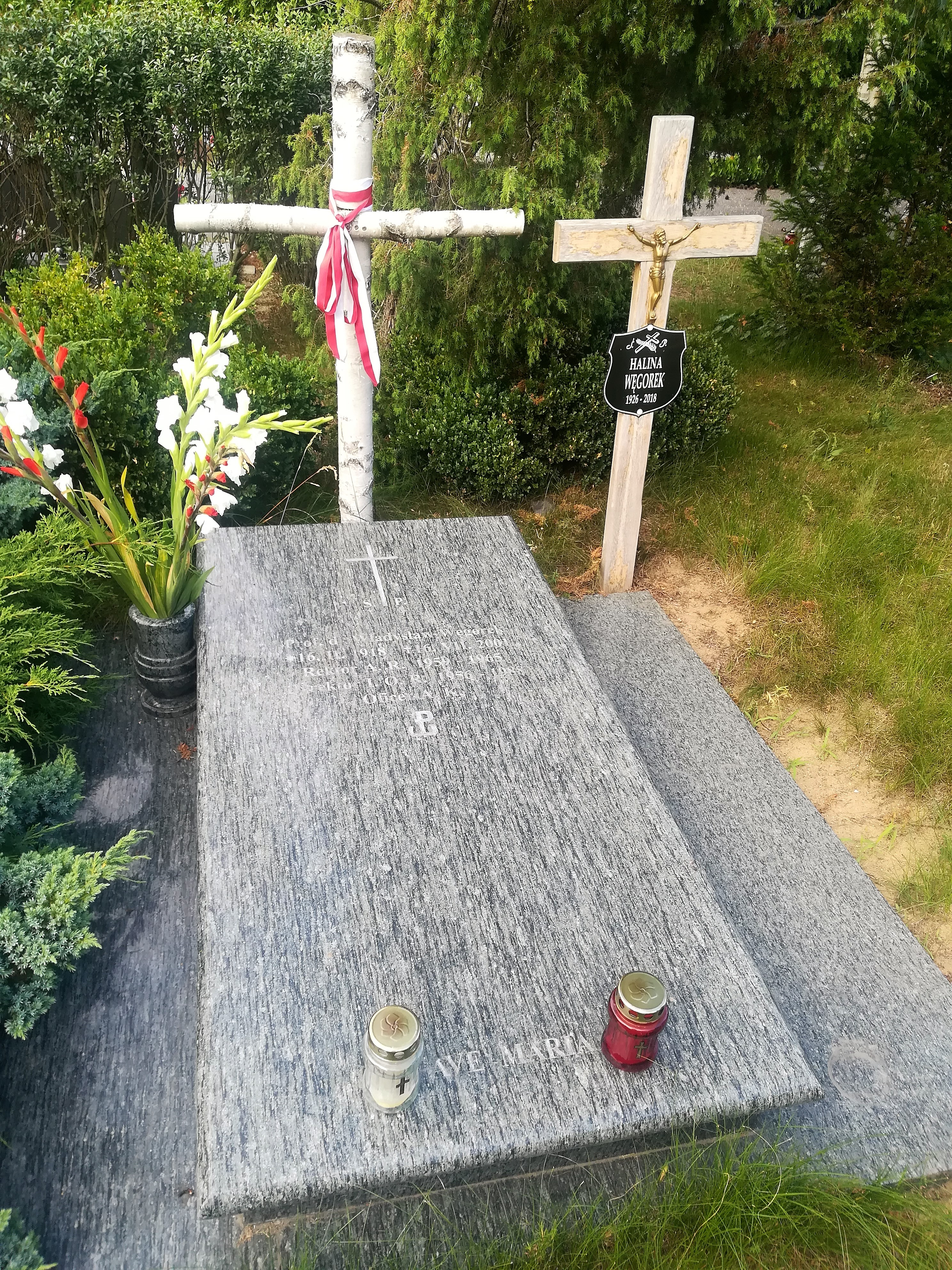
Grób na cmentarzu junikowskim

Władysław Węgorek łączył z pracą naukowca-biologa zainteresowania historyczne. Na początku lat 50. XX wieku w czasie prac organizacyjnych Instytutu Ochrony Roślin wspólnie z profesorem Zdzisławem Wiluszem wyszukał i doprowadził do renowacji oraz zaadaptowania na cele naukowe chylącego się ku ruinie pałacu generała Dezyderego Chłapowskiego w Turwi. Dekadę później w podobnych okolicznościach przyczynił się do uratowania pałacu w Winnej Górze, dawnej posiadłości Jana Henryka Dąbrowskiego. Był członkiem Stowarzyszenia Miłośników Tradycji Mazurka Dąbrowskiego i jednym z inicjatorów otwarcia w pałacu izby pamięci generała Dąbrowskiego, później przekształconego w muzeum. Ponadto interesował się astronomią, uprawiał wędkowanie, a także pisał wspomnienia. 

## Nagrody i odznaczenia[2][1][7]
- Medal im. Michała Oczapowskiego nadany przez Wydział V PAN
- Medal im. Mikołaja Kopernika nadany przez Prezydium PAN
- zespołowa nagroda państwowej II stopnia (1978) za zorganizowanie krajowego systemu rejestracji i prognozowania występowania chorób i szkodników roślin,
- nagroda Prezesa Rady Ministrów za całokształt pracy naukowej
- nagrody resortowe (Ministra Rolnictwa i Ministra Edukacji).
- Krzyż Komandorski Orderu Odrodzenia Polski
- Złoty Krzyż Zasługi
- Order Sztandaru Pracy I i II klasy
- Odznaka 1000-lecia Państwa Polskiego
- Medal 30-lecia Polski Ludowej
- odznaka „Zasłużony Pracownik Rolnictwa”
- francuski order L’Ordre du Merit Agricole de France
- Medal Wojska (czterokrotnie) oraz Krzyż Armii Krajowej
- Tytuł doktora honoris causa nadany przez Akademię Rolniczą w Poznaniu (1986)

## Upamiętnienie
- Ulica, przy której znajduje się siedziba Instytutu Ochrony Roślin, została nazwana imieniem Władysława Węgorka[10][5] (wcześniej nosiła ona imię Iwana Miczurina)
- Pamiątkowa tablica została odsłonięta na terenie Narodowego Muzeum Rolnictwa i Przemysłu Rolno-Spożywczego w Szreniawie przy wejściu do pawilonu poświęconego uprawie roślin[11].